# دوري سانت لوسيا لكرة القدم 2017
دوري سانت لوسيا لكرة القدم 2017 هو موسم من دوري سانت لوسيا لكرة القدم. فاز فيه Northern United All Stars ‏.